# Daucus carota
A cenoura-brava (Daucus carota) é uma espécie de planta angiospérmica da família Apiaceae, nativa da Europa, Ásia e Norte de África.
A subespécie sativus é um cultivar das regiões temperadas de todo o mundo.

## Toxicidade
O contacto com a folhagem da Daucus carota, pode causar irritação da pele em algumas pessoas.

## Subespécies
- Daucus carota subsp. azoricus
- Daucus carota subsp. gummifer
- Daucus carota subsp. halophilus
- Daucus carota subsp. hispidus
- Daucus carota subsp. sativus (Cenoura)
- Daucus carota subsp. maximus